# Ceriana odontomera
Ceriana odontomera är en tvåvingeart som först beskrevs av Charles Howard Curran 1941.  Ceriana odontomera ingår i släktet griffelblomflugor, och familjen blomflugor. Inga underarter finns listade i Catalogue of Life.